# Barrio Patronato
Patronato es un barrio tradicional y comercial de Santiago de Chile, que se ubica entre la Av. Recoleta por el poniente, calle Loreto por el oriente, Av. Santa María por el sur y calle Dominica por el norte, zona que corresponde a la Junta de vecinos N.º 34 de Recoleta, cuya sede está ubicada en calle Río de Janeiro 256.
Es un barrio caracterizado por su actual nivel de cosmopolitización, en donde conviven mayormente chilenos, árabes, indios, chinos, taiwaneses, japoneses, coreanos, peruanos, entre otros. En las zonas comerciales se comercializa ropa, artículos orientales de importación, accesorios, menaje, artículos de cocina, además de la gran presencia de restaurantes.

## Historia
Los orígenes del barrio Patronato se remonta a la época de Chile prehispánico. La zona que comprende la ribera norte del río Mapocho, era conocida como La Chimba, deribado del vocablo quechua chinpa, que significa "del otro lado -del río-” .
En esta zona, cohabitaban indígenas Yanaconas, dedicados a la servidumbre, y que agrupados en ese terreno luchaban por mantener sus cada vez más extintas tradiciones. Esto posteriormente a la Conquista de Chile por españoles de clase social baja, los cuales se dedicaban a la artesanía.
Era un espacio con una forma de vida distinta en su época, caracterizada por el relajo de las costumbres populares y campesinas y ajeno a los apuros de la emergente ciudad. Era tal la protección que existía por aquel lugar, que sólo a fines de la colonia se comenzaron a construir caminos y pasajes.
La ciudad de Santiago tuvo entre el siglo XVI al siglo XVIII un guangualí en la ribera norte del Río Mapocho, cercano a lo que es ahora el barrio Pio Nono. Entre los límites del actual barrio patronato, se encontraba este Guangualí mapuche y esto se asoció entre la población de ese tiempo con el concepto de Pueblo de Indios.

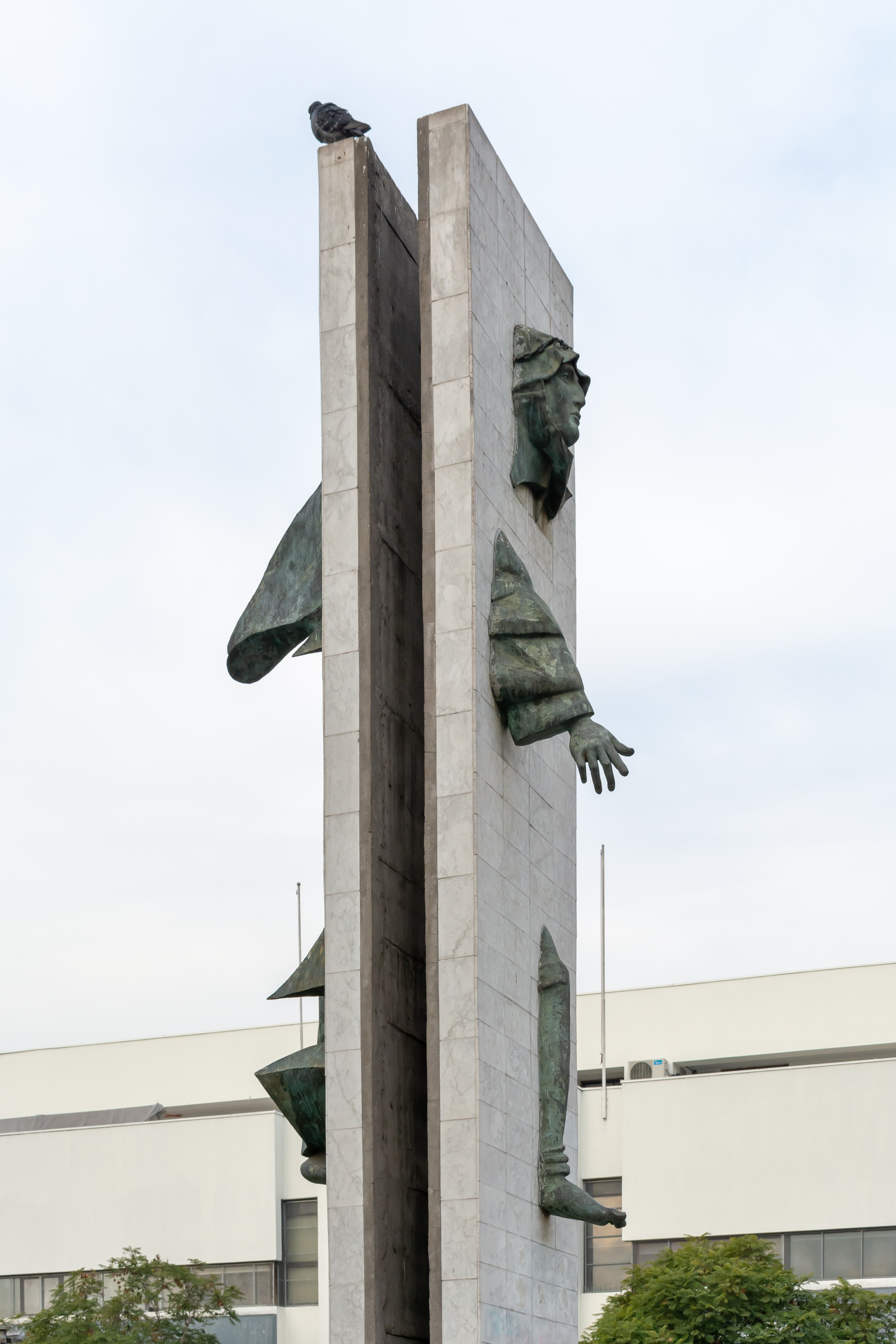
"Monumento al inmigrante árabe", ubicado en la esquina de Avenida Recoleta y Bellavista.

Su actual desarrollo comercial se inició con el arribo de comerciantes árabes sirios, palestinos y libaneses que llegaron a Chile a fines de siglo XIX y gracias a su empuje como negociadores, transformaron La Chimba en núcleo metropolitano comercial minorista textil y más tarde de otras industrias.

“En varias oportunidades a lo largo de la historia de la ciudad de Santiago y generalmente por efecto de decisiones provenientes... del poder, se han originado formas de diferenciación urbana que fortalecen y reproducen distanciamientos sociales, configurando presiones que tienden a separar del resto a los más pobres... Tal ha sido el caso delos Pueblos de Indios o "guangualíes" y de los rancheríos permitidos en (o expulsados hacia) los suburbios, las áreas de inundación y la caja del río Mapocho durante la Colonia y el comienzo del período republicano. Lo mismo ocurre con los conventillos levantados en (o transferidos hacia) las sucesivas periferias de la ciudad que va creciendo durante la segunda mitad del siglo pasado y el primer tercio del siglo veinte” 
Alberto Gurovich 

## Etimología
El nombre del barrio Patronato se debe a la existencia del Patronato de Santa Filomena, que estuvo ubicado en el perímetro entre las calles Dominica, Bombero Nuñez, Santa Filomena y la Avenida Recoleta. Dentro de este sector se ubica la parroquia de Santa Filomena y el Liceo Murialdo.

## Actualidad y entorno

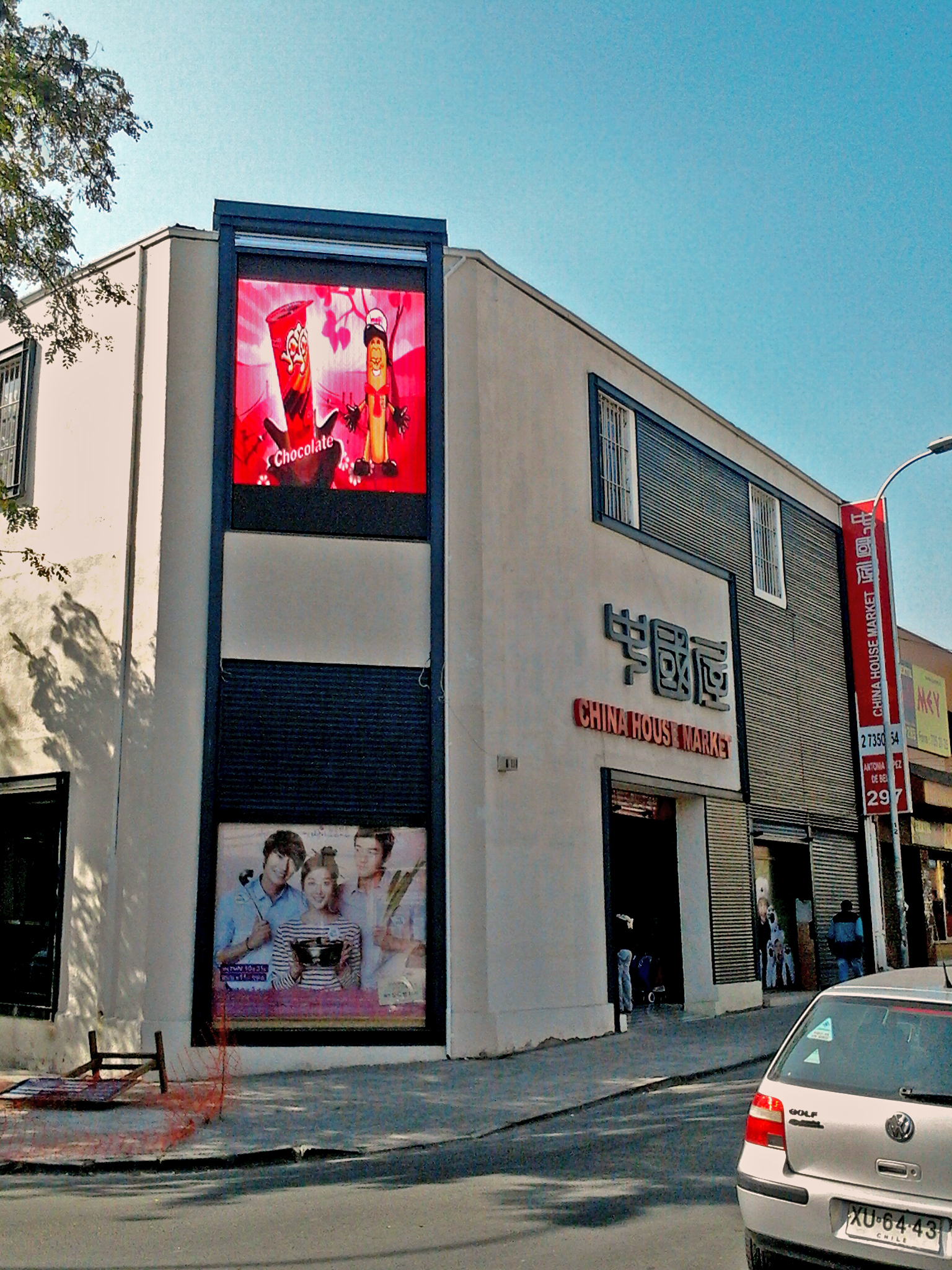
Supermercado vietnamita en Calle Antonia López de Bello

El Barrio Patronato se ha convertido en el punto de ventas más reconocido por los transeúntes, y en uno de los lugares favoritos para clientes que buscan variedad, economía y diseños de temporada. Coreanos, taiwaneses, japoneses, chilenos y árabes conviven en el sector. El choque y la mezcla culturales son evidentes, vendedores y compradores; chilenos y extranjeros; y mucha producción en masa. Aunque sin la infraestructura ni la codicia de un centro comercial, el barrio logra tener ciertos espacios que prolongan la estadía: varios cafés o locales para comer, cajeros automáticos, el vendedor de carrito ofreciendo desde un sándwich hasta un jugo natural de naranja o piña exprimido ante los propios ojos del comprador, e incluso hay una casa de cambio.

### Conectividad
El ferrocarril Metro de Santiago tiene una estación desde el año 2004 que conecta el barrio Patronato con el resto de la capital con el nombre de estación Patronato.

### Seguridad
En el cruce de las calles Patronato y Asunción se encuentra un pequeño anexo de la 6.ª Comisaría de Recoleta del tamaño de un quiosco de revistas. El cubículo fue instalado en dicho lugar como parte del proyecto Plan Cuadrante, dado al continuo flujo de dinero y por los continuos asaltos que sufrían los transeúntes y los locatarios, con el objetivo de optimizar el tiempo en las denuncias.

## Proyectos
El Municipio de Recoleta, en el marco del proyecto urbano "Recoleta Ponte Bella", pretendió peatonizar algunas calles que se encuentran al interior del barrio y techarlas, aumentar la seguridad para los dueños de locales y clientes, y construir un edificio para trescientos estacionamientos, lo que facilitaría y aumentaría el número de clientes.
El programa "Barrio en Paz Comercial" iniciado en el año 2010, implementa políticas de prevención en los barrios Patronato, Bellavista y sus colindantes, para mejrar el bienestar de los afectados directos como por la sociedad en general. En el proyecto se instalaron cámaras de televigilancia en diferentes puntos estratégicos para la prevención de delitos, como también la incorporación de bicicletas para el patruyaje de Carabineros.
En 2019 el barrio inicia el programa "Barrios Comerciales Protegidos", con el objetivo fortalecer la seguridad en sectores históricamente tradicionales y comerciales para disminuir la ocurrencia de delitos.

## Cine
La mayoría del largometraje Kiltro fue grabada en el barrio, principalmente en residencias y calles de Loreto, Patronato y Santa Filomena.  El argumento de la película de artes marciales trata del amor entre un árabe-chileno y una coreana-árabe-chilena.
La producción Huaiquimán y Tolosa fue grabada en variados puntos del barrio. El argumento de la serie de televisión narra las historias de Donovan Huaiquimán y Richard Tolosa, dos detectives privados que velan por la seguridad del Barrio Patronato.

## Literatura
- Cornejo Chávez, Gonzalo. De la Chimba a Recoleta: Ponte Bella. Ilustre Municipalidad de Recoleta, 2007. ISBN 9567867097[43]